# Camp Swift (Teksas)
Camp Swift je naseljeno mjesto za statističke potrebe u američkoj saveznoj državi Teksas. Prema popisu stanovništva iz 2010. u njemu je živjelo 6.383 stanovnika.